# Шарв'є-Шаваньє
Шарвйо-Шаваньйо (фр. Charvieu-Chavagneux) — муніципалітет у Франції, у регіоні Овернь-Рона-Альпи, департамент Ізер. Населення — 10 280 осіб (01.01.2021).
Муніципалітет розташований на відстані близько 410 км на південний схід від Парижа, 26 км на схід від Ліона, 80 км на північний захід від Гренобля.

## Історія
До 2015 року муніципалітет перебував у складі регіону Рона-Альпи. Від 1 січня 2016 року належить до нового об'єднаного регіону Овернь-Рона-Альпи.

## Демографія
Динаміка населення (INSEE ):
Розподіл населення за віком та статтю (2006):
| Стать | Всього | До 15 років | 15-24 | 25-44 | 45-64 | 65-85 | Понад 85 |
| --- | ------ | ----------- | ----- | ----- | ----- | ----- | -------- |
| Чоловіки | 3937   | 923         | 560   | 1032  | 955   | 443   | 24       |
| Жінки | 3825   | 802         | 444   | 1056  | 1000  | 467   | 56       |
| \| Статево-вікова піраміда \| Статево-вікова піраміда \| Статево-вікова піраміда \| \| ----------------------- \| ----------------------- \| ----------------------- \| \| Чоловіки \| Вік \| Жінки \| \| 24 \| 85 + \| 56 \| \| 36 \| 80-84 \| 88 \| \| 101 \| 75-79 \| 117 \| \| 161 \| 70-74 \| 117 \| \| 145 \| 65-69 \| 145 \| \| 185 \| 60-64 \| 218 \| \| 246 \| 55-59 \| 226 \| \| 274 \| 50-54 \| 258 \| \| 250 \| 45-49 \| 298 \| \| 246 \| 40-44 \| 278 \| \| 262 \| 35-39 \| 234 \| \| 254 \| 30-34 \| 262 \| \| 270 \| 25-29 \| 282 \| \| 306 \| 20-24 \| 210 \| \| 254 \| 15-20 \| 234 \| \| 230 \| 10-14 \| 193 \| \| 310 \| 5-9 \| 335 \| \| 383 \| 0-4 \| 274 \| |        |             |       |       |       |       |          |
| Статево-вікова піраміда |        |             |       |       |       |       |          |
| Чоловіки | Вік    | Жінки       |       |       |       |       |          |
| 24 | 85 +   | 56          |       |       |       |       |          |
| 36 | 80-84  | 88          |       |       |       |       |          |
| 101 | 75-79  | 117         |       |       |       |       |          |
| 161 | 70-74  | 117         |       |       |       |       |          |
| 145 | 65-69  | 145         |       |       |       |       |          |
| 185 | 60-64  | 218         |       |       |       |       |          |
| 246 | 55-59  | 226         |       |       |       |       |          |
| 274 | 50-54  | 258         |       |       |       |       |          |
| 250 | 45-49  | 298         |       |       |       |       |          |
| 246 | 40-44  | 278         |       |       |       |       |          |
| 262 | 35-39  | 234         |       |       |       |       |          |
| 254 | 30-34  | 262         |       |       |       |       |          |
| 270 | 25-29  | 282         |       |       |       |       |          |
| 306 | 20-24  | 210         |       |       |       |       |          |
| 254 | 15-20  | 234         |       |       |       |       |          |
| 230 | 10-14  | 193         |       |       |       |       |          |
| 310 | 5-9    | 335         |       |       |       |       |          |
| 383 | 0-4    | 274         |       |       |       |       |          |

## Економіка
2010 року серед 5113 осіб працездатного віку (15—64 років) 3646 були активними, 1467 — неактивними (показник активності 71,3%, у 1999 році було 66,9%). З 3646 активних мешканців працювало 3295 осіб (1806 чоловіків та 1489 жінок), безробітними було 351 (140 чоловіків та 211 жінок). Серед 1467 неактивних 460 осіб було учнями чи студентами, 433 — пенсіонерами, 574 були неактивними з інших причин.

У 2010 році в муніципалітеті числилось 2851 оподатковане домогосподарство, у яких проживали 8096,0 особи, медіана доходів виносила 17 685 євро на одного особоспоживача

## Уродженці
- Жан Джоркаєфф (*1939) — відомий у минулому французький футболіст, захисник, згодом — футбольний тренер.